# Stănești (Vâlcea)
Stăneşti é uma comuna romena localizada no distrito de Vâlcea, na região de Oltênia. A comuna possui uma área de 33.00 km² e sua população era de 1442 habitantes segundo o censo de 2007.